# Mühlenstraße (Stralsund)
Die Mühlenstraße ist eine im Stadtgebiet Altstadt in Stralsund. Die Mühlenstraße verbindet den Alten Markt mit der Heilgeiststraße und der Straße Bielkenhagen in der Nähe des Kniepertores; die Mönchstraße kreuzt die Mühlenstraße.

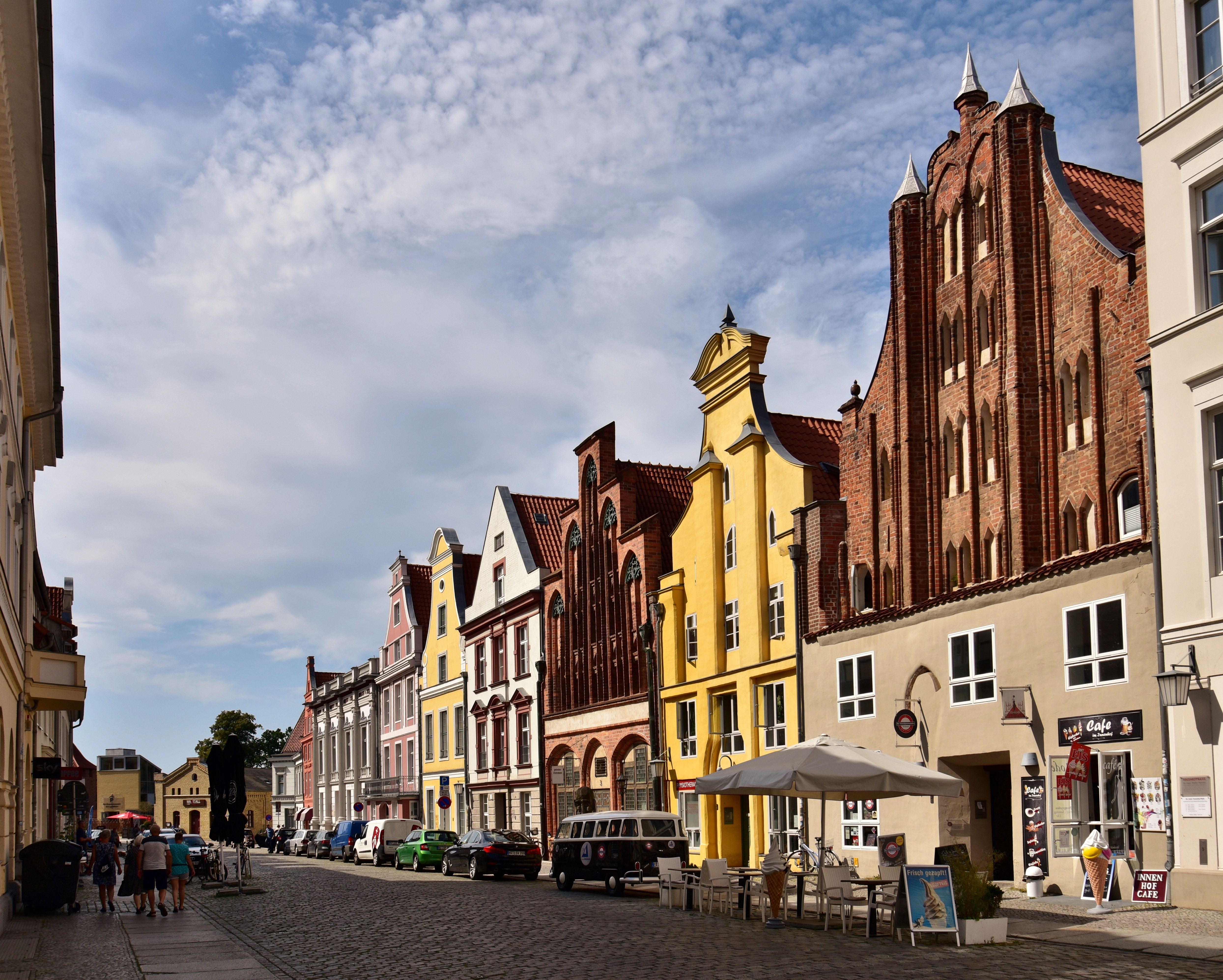
Blick in die Mühlenstraße (2019)

## Geschichte
Die Straße erhielt ihren Namen von einer Wassermühle, die in der Nähe der heutigen Nr. 20/21 stand.
Die Mühlenstraße erhielt ihren heutigen Namen auf der gesamten Länge erst im Jahr 1869, bis dahin hieß der Abschnitt zwischen dem Alten Markt und der Mönchstraße Auf dem Esel, später Breitschmiedstraße.
Die heutigen Hausnummern wurden im 19. Jahrhundert vergeben. Die Häuser mit den Nummern 1 bis 26 befinden sich, aufsteigend, auf der vom Alten Markt aus gesehenen rechten Straßenseite, die Häuser Nr. 27 bis 56, absteigend, auf der linken Straßenseite.
In der Straße stehen 24 Gebäude unter Denkmalschutz (siehe Liste der Baudenkmale in Stralsund).

## Gebäude
| Haus- nr. | Anmerkung | Denkmal-Nr. Link         | Bild |
| --------- | --- | ------------------------ | ---- |
| 01        | Bei diesem zweigeschossigen Haus handelt es sich um eines der ältesten Stralsunder Giebelhäuser. Es wurde Anfang des 14. Jahrhunderts gebaut. Der viergeschossige Giebel, bei dem es sich um den ältesten Pfeilergiebel der Backsteingotik handelt, ist weitgehend original erhalten. Der untere Teil sowie das Gebäudeinnere wurden im Laufe der Zeit mehrfach überformt und umgebaut. In dem Haus befand sich von etwa 1700 an eine Bäckerei. Auf dem Hof ist ein im Kern mittelalterlicher Kemladen erhalten.                                | 563 Mühlenstraße 1       |      |
| 02        | Das Giebelhaus wurde Ende des 14. und Anfang des 15. Jahrhunderts errichtet. Der Giebel wurde um 1700 umgeformt; der Schweifgiebel weist mit den beiden kräftigen Pfeilervorlagen und den spitzbogigen Luken noch die ursprünglichen, gotischen Gliederungen auf. | 564 Mühlenstraße 2       |      |
| 03        | Das Giebelhaus wurde von 1977 bis 1979 saniert und dabei die wahrscheinliche, mittelalterliche Form wiederhergestellt. Die Bausubstanz wurde dabei allerdings weitgehend erneuert. Das Haus wird als Kunstgalerie genutzt. | 565 Dielenhaus           |      |
| 04        | | –                        |      |
| 05        | | –                        |      |
| 06        | Das aus dem Mittelalter stammende dreigeschossige Haus mit Schweifgiebel wurde Ende des 18. Jahrhunderts erneuert, dabei erhielt das Giebelhaus seine Putzfassade. Das Erdgeschoss springt leicht vor; in den Obergeschossen zeigt die Fassade genutete Ecklisene. | 566 Mühlenstraße 6       |      |
| 07        | Auf zwei Grundstücken wurde in der zweiten Hälfte des 18. Jahrhunderts dieses zweigeschossige Traufenhaus errichtet und bei einer Umgestaltung 1860/1870 in seine heutige Form gebracht. Fünf geschossübergreifende, auf Postamenten ruhende Halbsäulen gliedern die Fassade. Das Gebäude besitzt noch mehrere, aus der Umbauzeit 1860/1870 erhaltene Räume mit neobarocker Ausstattung. Das Haus wird von der Musikschule Stralsund genutzt.                                                                                                   | 567 Mühlenstraße 7       |      |
| 08        | Das dreigeschossige und dreiachsige Giebelhaus stammt im Kern aus dem 14. Jahrhundert. Im 17. Jahrhundert und Mitte des 19. Jahrhunderts wurde es umgestaltet. Ein Korbbogenportal mit geschnitzter Rokoko-Tür befindet sich mittig im genuteten Erdgeschoss. Der im oberen Teil geschweifte Dreiecksgiebel ist zweigeschossig ausgeführt. | 568 Mühlenstraße 8       |      |
| 09        | Das an der Kreuzung mit der Mönchstraße stehende Haus stammt im Kern aus dem 14. Jahrhundert. Es wurde im 18. Jahrhundert erneuert, die Fassade wurde 1869 verändert. Das zweigeschossige Haus ist zur Mönchstraße hin abgewinkelt. Ein auf Konsolen ruhendes Traufgesims schmückt das Haus. | 569 Mühlenstraße 9       |      |
| 10        | Das Haus Nr. 10 liegt an der Kreuzung mit der Mönchstraße. Es wurde im Jahr 1872 als Pferdestall errichtet. Das Gebäude aus gelbem Backstein weist eine übergiebelte Schmalseite mit einer stichbogigen Tür zur Mühlenstraße hinauf. Die längere, zehnachsige Längsseite zur Mönchstraße hinweist Lisene und ein Zahnschnittfries auf. In der Mitte der Fassade befindet sich ein übergiebeltes Zwerchhaus. | 570 Mühlenstraße 10      |      |
| 14        | | –                        |      |
| 21        | Das zweigeschossige Giebelhaus stammt aus dem 15. Jahrhundert. In den Jahren 1965 bis 1967 wurde es teilweise in den ursprünglichen Zustand gebracht; unter anderem wurde dabei das Spitzbogenportal wieder freigelegt. Der backsteinsichtige Pfeilergiebel ist viergeschossig ausgeführt; der Dreieckaufsatz stammt aus der Zeit um 1700. Vom Ende des 18. Jahrhunderts stammt die zweiflüglige Tür. Die Mühlenstraße 20/21 war einst das Hotel „Bismarck“, später Standort der Kammerspiele bzw. des Jugendklubs mit dem Namen „John Schehr“. | 571 Mühlenstraße 21      |      |
| 22        | Das zweigeschossige Giebelhaus stammt aus dem Mittelalter. Es wurde um 1700 umgebaut. Dabei wurde die Fassade verputzt und der Eingang in den Anbau verlegt. Der Pfeilergiebel wurde bei diesem Umbau in die geschweifte Form gebracht; er enthält im Mittelteil den ursprünglichen Pfeilergiebel. | 572                      |      |
| 23        | Der Gebäudekomplex besteht aus drei Gebäuden, die um einen Hof gruppiert sind; zur Mühlenstraße hin ist der Hof durch eine Mauer abgeschlossen. | 573 Kampischer Hof       |      |
| 24        | Das Traufenhaus wurde im Oktober 1997 abgerissen. | -                        |      |
| 25        | | –                        |      |
| 26        | | –                        |      |
| 28        | | –                        |      |
| 29        | | –                        |      |
| 30        | Der dreieinhalbgeschossige Putzbau wurde von 1854 bis 1865 als Schule errichtet. Die fünfachsige Fassade weist Segmentbogenfenster und Gurtgesims auf. Das mittig gelegene Rundbogenportal ist von Pilastern gerahmt. | 575 Mühlenstraße 30      |      |
| 31        | Das zweigeschossige Traufenhaus wurde um die Mitte des 18. Jahrhunderts errichtet. Die Putzfassade des sechsachsigen Gebäudes weist als Schmuckelement nur ein Gurtgesims auf. Das Portal ist korbbogenförmig ausgeführt. | 576 Mühlenstraße 31      |      |
| 32        | | –                        |      |
| 32 a      | Der zweigeschossige Putzbau wurde Mitte des 18. Jahrhunderts errichtet. Das dreiachsige Haus besitzt ein zur Straße hin abgewalmtes Dach. Reste von Wandgemälden sind im Kemladen erhalten. | 577 Mühlenstraße 32 a    |      |
| 33        | Das zweigeschossige Giebelhaus wurde im Jahr 1785 errichtet. Die dreiachsige Putzfassade wird durch Gurtgesimse gegliedert. Der Dreiecksgiebel trägt einen dreieckigen Aufsatz. | 578 Mühlenstraße 33      |      |
| 34        | Das dreigeschossige Haus wurde Mitte des 19. Jahrhunderts als Putzbau errichtet. Die Fassadengliederung ist spätklassizistisch ausgeführt. Die Haustür stammt aus der Bauzeit. | 579 Mühlenstraße 34      |      |
| 35        | Das zweigeschossige Traufenhaus wurde Ende des 18. Jahrhunderts errichtet. Das Erdgeschoss schmücken Putzrustika. Die Haustür mit Rautenmuster ist original aus der Bauzeit erhalten. | 580 Mühlenstraße 35      |      |
| 36        | Das dreiachsige, zweigeschossig ausgeführte Traufenhaus wurde um 1800 errichtet. Die Putzfassade ist schlicht gehalten, nur ein abschließendes Korbgesims schmückt die Fassade. Die klassizistisch gestaltete Haustür stammt aus der Errichtungszeit. | 581 Mühlenstraße 36      |      |
| 37–38     | | –                        |      |
| 39        | | –                        |      |
| 40        | | –                        |      |
| 41        | | –                        |      |
| 42        | Der heute dreieinhalbgeschossige Putzbau wurde im Jahr 1736 als zweigeschossiges Traufenhaus errichtet und diente als schwedisches Postgebäude. Später wurde das Haus aufgestockt. Es wurde beim Bombenangriff auf Stralsund am 6. Oktober 1944 zerstört und nach dem Krieg verändert aufgebaut. Genutete Gebäudekanten und Putzspiegel unter den Fenstern im 1. Obergeschoss schmücken die Fassade. Das Gebäude bildet zusammen mit dem Nachbarhaus Nr. 42 a ein Baudenkmal.                                                                   | 582 Mühlenstraße 42/42 a |      |
| 42 a      | Das Haus wurde als Erweiterungsbau an die Nr. 42 angebaut. Es bildet zusammen mit diesem Gebäude ein Baudenkmal. | 582 Mühlenstraße 42/42 a |      |
| 45        | Das Wohnhaus wurde in Plattenbauweise errichtet. | –                        |      |
| 47        | Das Wohnhaus wurde in Plattenbauweise errichtet. | –                        |      |
| 48        | | –                        |      |
| 49        | Der dreigeschossige, fünfachsige Putzbau wurde im ersten Viertel des 19. Jahrhunderts errichtet. Im Jahr 1989 wurde die Fassade erneuert. Sie weist Putznutung, Gurtgesimse, im ersten Obergeschoss Fensterfaschen sowie, abschließend, ein Korbgesims auf. | 583 Mühlenstraße 49      |      |
| 50        | | –                        |      |
| 51        | Das dreigeschossige, dreiachsige Traufenhaus wurde in den Jahren 1801 bis 1802 errichtet. Stuckelemente schmücken die Putzfassade. Das mittlere Fenster im ersten Obergeschoss ist mit einer Pilasterrahmung und einer bogenförmigen Überdachung versehen. Putzfelder mit Tuchdraperien befinden sich unter den Fenstern des zweiten Obergeschosses. | 584 Mühlenstraße 51      |      |
| 52        | Der dreigeschossige, dreiachsige Putzbau wurde um 1800 errichtet. Das mittlere Fenster im ersten Obergeschoss ist mit einer segmentbogenförmigen Überdachung versehen. Putzfelder mit Tuchdraperien befinden sich in den äußeren Achsen. Ein Schweifgiebel krönt das Hauptgesims. Beim Einbau des Ladens wurde die Haustür, die original erhalten ist, an die Seite versetzt. | 585 Mühlenstraße 52      |      |
| 53        | Der zweigeschossige, vierachsige Putzbau wurde Mitte des 18. Jahrhunderts errichtet. Die Haustür ist klassizistisch gestaltet. Das Gebäude bildet mit dem Nachbarhaus Nr. 54 ein traufständiges Doppelhaus mit einem gemeinsamen Satteldach. | 586 Mühlenstraße 53/54   |      |
| 54        | Der zweigeschossige, vierachsige Putzbau wurde Mitte des 18. Jahrhunderts errichtet. Die Haustür ist klassizistisch gestaltet. Das Gebäude bildet mit dem Nachbarhaus Nr. 53 ein traufständiges Doppelhaus mit einem gemeinsamen Satteldach. | 587 Mühlenstraße 53/54   |      |
| 55        | Das Gebäude wurde in der zweiten Hälfte des 18. Jahrhunderts als zweigeschossiges Traufenhaus errichtet. In dem Putzbau befand sich die „Posthalterei“. Das breite Korbbogenportal weist eine doppelflüglige Haustür vom Beginn des 19. Jahrhunderts auf. Nachträglich wurde das Dach in Fachwerk ausgebaut und in den beiden westlichen Achsen ein Laden eingebaut. | 588 Mühlenstraße 55      |      |
| 56        | siehe Alter Markt | Artushof Stralsund       |      |